# 657 Gunlöd
657 Gunlöd è un asteroide della fascia principale del diametro medio di circa 42,52 km. Scoperto nel 1908, presenta un'orbita caratterizzata da un semiasse maggiore pari a 2,6095220 UA e da un'eccentricità di 0,1154320, inclinata di 10,22212° rispetto all'eclittica.
Il nome fa riferimento a Gunnlöð, gigantessa della mitologia norrena.